# Les Chefs-d'Œuvre du mystère et du fantastique
 (décembre 2021).
Si vous disposez d'ouvrages ou d'articles de référence ou si vous connaissez des sites web de qualité traitant du thème abordé ici, merci de compléter l'article en donnant les références utiles à sa vérifiabilité et en les liant à la section « Notes et références ».
Les Chefs-d'Œuvre du mystère et du fantastique est une collection éditoriale créée en 1967 par les Éditions de l’Érable, à Genève. Certains ouvrages furent ensuite réédités par d'autres maisons, telles les Éditions Famot, Éditions de La Hardière, Éditions de Fernier, Éditions de Saint-Clair et Éditions de Crémille, avec des reliures identiques. Les livres étaient vendus en France par souscription, par les Éditions François Beauval à La Seyne-sur-Mer.

## Présentation
Ouvrages de bonne facture, bien reliés, bien imprimés, les livres se vendaient, à l'époque, environ 40 francs pièce, ce qui représentait une belle somme.
Ils sont reliés en cuir noir, motifs estampés or et rouge sur plats supérieurs et dos, tranche supérieure or, avec signet rouge. Les deuxième et troisième de couverture sont noirs. Un frontispice est collé sur la cinquième page. Les livres sont agrémentés d’illustrations provenant de la Bibliothèque nationale de France, de la Bibliothèque de l'Arsenal ou encore d’illustrations originales. À la fin de chaque ouvrage, l’éditeur délivre une notice bibliographique sur l’auteur.
Tous ces ouvrages sont, par définition, des classiques du genre, publiés pour la première fois, pour la plupart, au XIXe siècle.
Le directeur de la collection est Albert Demazière, auteur de la plupart des notices biographiques.

## Ouvrages
Dans cette liste, seule est mentionnée la première édition, sauf erreur. Chaque ouvrage est conclu par une postface qui est en fait une notice biographique sur l'auteur.
- Histoires extraordinaires - Edgar Allan Poe - Illustrations des archives de la Bibliothèque nationale (1967) - Recueil de 7 nouvelles comprenant :
  - Double assassinat dans la rue Morgue
  - Le Scarabée d'or
  - La Chute de la maison Usher
  - Le Système du docteur Goudron et du professeur Plume
  - Une descente dans le Maëlstrom
  - Le Puits et le Pendule
  - Petite discussion avec une momie
  - Metzengerstein
- Contes fantastiques - Ernst Theodor Amadeus Hoffmann - Illustrations des archives de la Bibliothèque nationale (1968) - Recueil de 5 nouvelles comprenant :
  - Le Majorat
  - L'Homme au sable
  - La Femme vampire
  - Le Diable à Berlin
  - Ignace Denner
    - Postface « Théophile Gautier »
- Le Diable amoureux suivi de La Patte du chat - Jacques Cazotte - Illustrations des archives de la Bibliothèque nationale (1968) - Recueil de 2 récits comprenant :
  - Le Diable amoureux
  - La Patte du chat
    - « Prophétie de Cazotte rapportée dans Mémoires de la Harpe » commentée par Gérard de Nerval
- La Morte amoureuse et autres contes - Théophile Gautier - Illustrations de Jean & Claude Kerleroux & Selva (1968) - Recueil de 6 nouvelles comprenant :
  - La Morte amoureuse
  - Omphale
  - Une nuit de Cléopâtre
  - Jettatura
  - Le Club des Hachichins
  - Arria Marcella
- Frankenstein ou Le Prométhée moderne - Mary Shelley - Illustrations de Claude Selva (1968)
- Spirite - Théophile Gautier - Illustrations de Jean Kerleroux (1969)
- Histoires fantastiques - Walter Scott et Charles Dickens- Illustrations des archives de la Bibliothèque nationale (1969) - Recueil de 8 nouvelles comprenant :
- Walter Scott
  - Le Miroir de ma tante Marguerite
  - La Veuve des Highlands
  - La Chambre tapissée ou La Dame en sac
- Charles Dickens :
  - Le Treizième Juré
  - L'Histoire de la femme de journée
  - L'Arbre de Noël
  - La Clé de la rue ou Londres, la nuit
  - Le Spectre du tunnel
- La Peau de chagrin - Honoré de Balzac - Illustrations des archives de la Bibliothèque nationale (1969)
- Le Cabaliste Hans Weinland et autres contes - Erckmann-Chatrian - Illustrations des archives de la Bibliothèque nationale (1969) - Recueil de 10 nouvelles comprenant :
  - Le Cabaliste Hans Weinland
  - Hugues le loup
  - Le Bouc d'Israël
  - Une nuit dans les bois
  - La Reine des abeilles
  - Le Requiem du corbeau
  - Entre deux vins
  - Le Violon du pendu
  - Messire Tempus
  - L'Œil invisible
- Le Moine - Matthew-Gregory Lewis - Illustrations des archives de la Bibliothèque nationale (1969)
  - Tome 1 : La Malédiction
  - Tome 2 : Le Châtiment
- La Lettre volée et autres histoires extraordinaires - Edgar Allan Poe - Illustrations des archives de la Bibliothèque nationale et de Jean Cheval (1969) - Recueil de 9 nouvelles comprenant :
  - La Lettre volée
  - Le Canard au ballon
  - Aventure sans pareille d'un certain Hans Pfaall
  - Manuscrit trouvé dans une bouteille
  - La Vérité sur le cas de M. Valdemar
  - Révélation magnétique
  - Les Souvenirs de M. Auguste Bedloe
  - Morella
  - Ligeia
  - Edgar Poe, sa vie, son œuvre, Charles Baudelaire
  - Notes nouvelles sur Edgar Poe, Charles Baudelaire
- Le Cas Étrange du Dr Jekyll et de Monsieur Hyde et autres contes - Robert Louis Stevenson - Illustrations de Jean Kerleroux (1969) - Recueil de 6 récits comprenant :
  - L'Étrange Cas du docteur Jekyll et de M. Hyde
  - Jeannette la torse
  - Markheim
  - Le Déterreur de cadavres
  - Will du moulin
  - La Bouteille diabolique
    - Postface « Robert Louis Stevenson, l'Écossais "diseur d'histoires" », Albert Demazière
- Le Crime de Lord Arthur Savile et autres contes - Oscar Wilde - Illustrations de Jean Kerleroux (1969) - Recueil de 11 nouvelles comprenant :
  - Le Crime de Lord Arthur Savile
  - Le Géant égoïste
  - Le Sphynx sans secret
  - La Fusée remarquable
  - Le Pêcheur et son âme
  - L'Ami dévoué
  - Le Prince heureux
  - L'Anniversaire de l'Infante
  - Le Rossignol et la rose
  - L'Enfant de l'étoile
  - Le Fantôme de Canterville
    - Postface « Oscar Wilde », Albert Demazière
- Les Mystères d'Udolfo - Ann Radcliffe - Illustrations des archives de la Bibliothèque nationale (1970)
  - Tome 1
  - Tome 2
- La Vénus d'Ille et autres contes - Prosper Mérimée - Illustrations de Jean Kerleroux (1970) - Recueil de 8 nouvelles comprenant :
  - La Vénus d'Ille
  - Les Âmes du purgatoire
  - Vision de Charles XI
  - Il Viccolo di Madama Lucrezia
  - Frederigo
  - Lokis
  - Djoûmane
  - La Chambre bleue
    - Postface « Un Mérimée démoniaque », Albert Demazière
- L'Envoûtement et autres contes - Henri Rivière - Illustrations de Claude Selva (1970) - Recueil de 6 nouvelles comprenant :
  - L'Envoûtement
  - Caïn
  - Le Colonel Pierre
  - Les Voix secrètes de Jacques Lambert
  - Les Visions du lieutenant Féraud
  - Le Rajeunissement
    - Postface « Le commandant Henri Rivière », Albert Demazière
- La Main enchantée - Gérard de Nerval - Illustrations des archives de la Bibliothèque nationale (1971) - Recueil de 9 nouvelles comprenant :
  - La Main enchantée (1832 - titre précédent : La main de gloire, histoire macaronique)
  - Le Souper des pendus (1831)
  - Fantastique (1831)
  - Cauchemar d'un mangeur (1831)
  - Soirée d'automne ou Extrait inédit du journal d'un voyageur enthousiaste (1836)
  - Le Monstre vert (1832)
  - Sylvie ou Souvenirs du Valois (1853)
  - Aurélia (1855)
  - La Pandora (1854)
    - Postface « Je suis le ténébreux, le veuf, l'inconsolé », Albert Demazière
- L'Âne d'or - Apulée - Illustrations des archives de la Bibliothèque nationale (1971)
- Les Démons de la nuit et autres contes - Charles Nodier - Illustrations des archives de la Bibliothèque nationale (1971) - Recueil de 10 nouvelles comprenant :
  - Une heure ou La Vision
  - Smarra ou Les Démons de la nuit
  - Les Aventures de Thibaud de la Jacquière
  - Histoire d'Hélène Gillet
  - Jean-Jacques les bas-bleus
  - Baptiste Montauban ou L'idiot
  - La Combe de l'homme mort
  - Paul ou La Ressemblance
  - Inès de Las Sierras
  - Lydie ou La Résurrection
    - Postface « Avant même les plus hardis », Albert Demazière
- L'Homme qui a vendu son ombre & Vathek - Aldebert de Chamisso, William Bedford & Achim d'Arnim - Illustrations des archives de la Bibliothèque nationale (1971) - Recueil de 3 récits comprenant :
  - L'Homme qui a vendu son ombre ou La Merveilleuse Histoire de Pierre Schlemihl – Aldebert de Chamisso
  - Vathek, conte arabe – William Bedford
  - Les Héritiers du Majorat – Achim d'Arnim
    - Postfaces « Aldebert de Chamisso (1781-1838) », « William Bedford (1760-1844) », « Achim d'Arnim (1781-1831) », Albert Demazière
- Le Journal d'un fou et autres contes, Nicolas Gogol, illustrations de Jean Kerleroux (1971), recueil de 6 nouvelles comprenant :
  - Le Journal d'un fou
  - La Terrible Vengeance
  - Le Nez
  - Vu, roi des gnomes
  - La Place ensorcelée
  - Le Manteau
    - Postface « Nous sommes tous sortis du manteau de Gogol », Albert Demazière
- Les Diaboliques - Jules Barbey d'Aurevilly - Illustrations de Jean Kerleroux (1971) - Recueil de 6 nouvelles comprenant :
  - Préface de la première édition des Diaboliques, Jules Barbey d'Aurevilly
  - Le Rideau cramoisi
  - Le Plus Bel Amour de Don Juan
  - Le Bonheur dans le crime
  - Le Dessous des cartes d'une partie de whist
  - A un dîner d'athées
  - La Vengeance d'une femme
    - Postface « Un écrivain satanique », Albert Demazière
- Dracula - Bram Stoker - Illustrations de Claude Selva (1971)
- La Pipe d'opium et autres contes - Théophile Gautier - Illustrations de Claude Selva (1971) - Recueil de 10 nouvelles comprenant :
  - La Pipe d'opium
  - Une visite nocturne
  - Le Chevalier double
  - Deux acteurs pour un rôle
  - Le Nid de rossignols
  - Onuphrius
  - La Cafetière
  - La Mille et Deuxième Nuit
  - Le Pied de momie
  - Avatar
    - Postface « Un intuitif aux yeux d'artiste », Albert Demazière
- L'Hôtel de l'angoisse - Wilkie Collins - Illustrations de Claude Selva (1971)
- La Dame de pique & Apparitions - Alexandre Pouchkine et Ivan Tourgueniev - Illustrations de Jean Kerleroux (1972) - Recueil de 11 nouvelles comprenant :
  - Par Alexandre Pouchkine :
    - La Dame de pique
    - Les Bohémiens
    - Le Fabricant de cercueil
    - Le Hussard
    - Le Coup de pistolet
    - La Tourmente de neige
      - Postface « Alexandre Pouchkine (1799-1837) », Albert Demazière

  - Par Ivan Tourgueniev :
    - Apparitions
    - Le Chien
    - Devant la guillotine
    - Toc... toc... toc...
    - Un songe
      - Postface « Ivan Tourgueniev (1818-1883) », Albert Demazière
- La Redevance du spectre et autres contes - Henry James - Illustrations de Jean-Claude Leymarie (1972) - Recueil de 6 nouvelles comprenant :
  - La Redevance du spectre
  - En ses habits anciens
  - Le Secret du romancier
  - Fantôme à pendre
  - Une race funeste
  - Une curieuse prédiction
    - Postface « Un puritain lucide et secret », Albert Demazière
- Les Malédictions - Claude Seignolle - Illustrations de Claude Selva (1972) - Recueil de 4 récits comprenant :
  - Préface « Le romancier de Justine dit son admiration pour Claude Seignolle », Lawrence Durrell
  - La Malvenue
  - Pauvre Sonia !
  - Le Faucheur
  - Le Chupador
- Contes à faire peur - Claude Vignon - Illustrations de Jean Kerleroux (1973) - Recueil de 6 nouvelles comprenant :
  - Les morts se vengent
  - Le Convive des trépassés
  - Les Dix Mille Francs du diable
  - Isobel la ressuscitée
  - Le Reflet de la conscience
  - La Dalle
- La Seconde Vie du Docteur Roger - Henri Rivière - Illustrations de Jean Kerleroux (1973) - Recueil de 4 récits comprenant :
  - La Seconde Vie du Docteur Roger
  - Pierrot
  - La Possédée
  - Le Meurtrier d'Albertine Renouf
- Les Mille et Un fantômes - Alexandre Dumas - Illustrations des archives de la Bibliothèque nationale (1974) - Recueil de 2 nouvelles comprenant :
  - Préface
  - Les Mille et Un Fantômes
  - Le Lièvre de mon grand-père
    - Postface « Un romancier et un tempérament fabuleux », Albert Demazière
- Le Mystère de Marie Roget et nouvelles histoires extraordinaires, Edgar Allan Poe, illustrations des archives de la Bibliothèque nationale (1974), recueil de 17 nouvelles comprenant :
  - Le Mystère de Marie Roget
  - Eléonora
  - L'Ange du bizarre
  - Le Démon de la perversité
  - Le Chat noir
  - William Wilson
  - L'Homme des foules
  - Le Cœur révélateur
  - Bérénice
  - Hop-Frog
  - La Barrique d'amontillado
  - Le Masque de la mort rouge
  - Le Roi peste
  - Le Diable dans le beffroi
  - Ombre
  - Silence
  - Le Portrait ovale
- Contes nocturnes, Ernst Theodor Amadeus Hoffmann, illustrations des archives de la Bibliothèque nationale (1974), recueil de 9 nouvelles comprenant :
  - Le Mystère de la maison déserte
  - Les Espions
  - Le Violon de Crémone
  - La Banque de Pharaon
  - Doge et Dagarisse
  - La Chaîne des destinées
  - Le Magnétiseur
  - Le Cœur de pierre
  - Le Reflet perdu
    - Postface « Le diable met sa queue sur toute chose », P. Christian
- Est-ce possible ? Contes étranges, Ambrose Bierce, illustrations des archives de la Bibliothèque nationale, recueil de 22 nouvelles comprenant :
  - Un cavalier dans le ciel
  - L'Enfant et la guerre (Chickamauga)
  - Tué à Resaca
  - Un diagnostic de mort
  - Un soldat disparaît
  - Parker Anderson, philosophe
  - La Montre de John Bartine - Récit d'un médecin
  - Le Maître de Moxon
  - Le Coup de grâce
  - L'Histoire d'une conscience
  - La Mort de Halpin Frayser
  - Une rude bagarre
  - L'Oiseau moqueur
  - Une nuit au ravin du mort - Histoire hypothétique
  - L'Hallucination de Staley Fleming
  - Le Célèbre Testament Gilson
  - L'Identité retrouvée
  - La Chose maudite
  - L'Affaire du défilé de Coultier
  - Le Secret du ravin de Macarger
  - Les Yeux de la panthère
  - Un naufrage psychologique
    - Postface « Bierce l'amère », Albert Demazière
- L'Âne mort et la Femme guillotinée et autres contes curieux - Jules Janin - Illustrations des archives de la Bibliothèque nationale (1967) - Recueil de 9 nouvelles comprenant :
  - L'Âne mort et la Femme guillotinée
  - Kreyssler
  - Bonestus
  - Maître et Valet
  - Vendue en détail
  - Le Haut-de-chausses
  - La Fin d'Automne
  - Les Duellistes
  - L'Échelle de soie
    - Postface « Jules Janin », Albert Demazière
- Le Maître de Ballantrae - Robert Louis Stevenson - Illustrations de Jean Kerleroux (1974)
- Le Portrait de Dorian Gray - Oscar Wilde - Illustrations de Jean Kerleroux (1974)
- L'Ensorcelée - Jules Barbey d'Aurevilly - Illustrations de Jean Kerleroux (1974)
- Faust précédé de la légende populaire du docteur Faust'e' - Johann Wolfgang Goethe - Illustrations des archives de la Bibliothèque nationale (1967) - Recueil comprenant :
  - Le légende populaire du Docteur Fauste
  - Introduction - Gérard de Nerval
  - Faust – J. W. Goethe
  - Notes du traducteur - Gérard de Nerval
  - Seconde partie, suite de Faust - J. W. Goethe
    - Postface « Depuis le ciel, à travers le monde, jusqu'à l'Enfer », Albert Demazière
- L'Homme invisible - Herbert George Wells - Traduction de Achille Laurent - Illustrations de Pierre Leroy
  - Postface de Albert Demazière (1973)
- L'Oreille de la chouette et autres contes - Erckmann-Chatrian - Illustrations des archives de la Bibliothèque nationale (1974) – Recueil de 16 nouvelles comprenant :
  - L’Oreille de la chouette
  - Crispinus ou L’histoire interrompue
  - La Pêche miraculeuse
  - L’Esquisse mystérieuse
  - La Voleuse d’enfants
  - Les Trois Âmes
  - Le Bourgmestre en bouteille
  - La Lunette de Hans Schnaps
  - L’Araignée-crabe
  - L’Héritage de l’oncle Christian
  - Gretchen
  - La Montre du doyen
  - Le Blanc et le Noir
  - Le Rêve de mon cousin Elof
  - Hans Storkus
  - Les Fiancés de Grinderwald
    - Postface « Pittoresques, savoureux, inquiétants », Albert Demazière
- Le Mystère de la maison céleste – Auteur : NC- Illustrations de NC (1968)
- Un bébé pour Rosemary – Ira Levin – Titre original : Rosemary‘s baby - Illustrations de Jean-Claude Leymarie (1974)
- Démons et Merveilles – Howard Philips Lovecraft – Illustrations de Jean-Claude Leymarie (1974)

## Auteurs
- Apulée
- Jules Barbey d'Aurevilly
- William Thomas Beckford
- Ambrose Bierce
- Jacques Cazotte
- Wilkie Collins
- Achim von Arnim
- Honoré de Balzac
- Adelbert von Chamisso
- Gérard de Nerval
- Charles Dickens
- Alexandre Dumas
- Erckmann-Chatrian
- Théophile Gautier
- Johann Wolfgang von Goethe
- Nicolas Gogol
- Ernst Theodor Amadeus Hoffmann
- Henry James
- Jules Janin
- Matthew Gregory Lewis
- Prosper Mérimée
- Charles Nodier
- Edgar Allan Poe
- Alexandre Pouchkine
- Ann Radcliffe
- Henri Rivière
- Walter Scott
- Claude Seignolle
- Mary Shelley
- Robert Louis Stevenson
- Bram Stoker
- Ivan Tourgueniev
- Claude Vignon
- Herbert George Wells
- Oscar Wilde

## Illustrateurs
Ces ouvrages comportent des illustrations originales réalisées par :
- Jean Cheval
- Jean Kerleroux
- Jean-Claude Leymarie
- Claude Selva